# The Eagle Has Landed – Live
The Eagle Has Landed – Live – pierwszy album koncertowy heavymetalowego zespołu Saxon wydany w 1982 roku przez wytwórnię Carrere.

## Lista utworów
1. „Motorcycle Man” – 4:21
2. „747 (Strangers in the Night)” – 4:38
3. „Princess of the Night” – 4:22
4. „Strong Arm of the Law” – 4:38
5. „Heavy Metal Thunder” – 4:19
6. „20,000 Feet” – 3:19
7. „Wheels of Steel” – 8:51
8. „Never Surrender” – 3:56
9. „Fire in the Sky” – 2:40
10. „Machine Gun” – 3:49

## Twórcy
| Saxon w składzie - Biff Byford – wokal - Graham Oliver – gitara - Paul Quinn – gitara - Steve Dawson – gitara basowa - Nigel Glockler – perkusja | Personel - Andy Lydon – inżynier dźwięku - Stewart Eales – inżynier dźwięku - George Bodnar – zdjęcia |